# Friedrich Meisner
Karl Friedrich August Meisner (* 6. Januar 1765 in Ilfeld; † 12. Februar 1825 in Bern) war ein Schweizer Pädagoge und Naturforscher deutscher  Herkunft.

## Leben

### Familie
Friedrich Meisner wurde in Ilfeld im Kurfürstentum Hannover geboren und war der Sohn des Rektors des Ilfelder Pädagogiums Karl Friedrich Meisner (1724–1788) und dessen Ehefrau  Justine Wilhelmine (geb. Spangenberg). Von seinen sechs Geschwistern sind namentlich bekannt:
- Georg Ludwig Karl Meisner (1763–1821), Advokat, Notar und Syndikus der Altstadt Hannover, verheiratet mit Henriette Klare aus Reinhausen;
- Johann Friedrich Meisner (1766–1842), Garnisonsauditor in Göttingen;
- Georg Philipp Heinrich Meisner (1772 – nach 1803), Advokat in Göttingen.

Friedrich Meisner heiratete 1799 die Patrizierin Rosina Elisabetha (* 25. Januar 1765; † 1802), Tochter des Landvogts von Zweisimmen Karl von Steiger (1714–1800), allerdings verstarb seine Ehefrau bereits früh bei der Geburt des dritten Kindes. Gemeinsam hatten sie einen Sohn und eine Tochter. 1805 heiratete er in zweiter Ehe die Sängerin und Komponistin Margaritha (* 22. Mai 1781 in Bern; † unbekannt), Tochter des Kaufmanns David Fueter.
Er hatte sich nicht um das Schweizer Bürgerrecht beworben. Erst sein in Basel niedergelassener und an der dortigen Universität wirkender Sohn Carl Meissner erhielt das Basler- und somit das schweizerische Bürgerrecht.

### Ausbildung
Er erhielt mit seinen Geschwistern Unterricht durch verschiedene Privatlehrer, besuchte seit 1775 das Pädagogium Ilfeld und begann 1782 ein Studium der Naturwissenschaften, Philologie, Philosophie und alten Sprachen an der Universität Göttingen; besonders interessierten ihn Vorlesungen bei Johann Friedrich Blumenbach, mit dem er später in Korrespondenz stand; weiterhin hörte er noch die Vorlesungen von Abraham Gotthelf Kästner, Christian Gottlob Heyne, Johann Dominik Fiorillo und Georg Christoph Lichtenberg. Während seines Studienaufenthaltes wurde er auch Mitglied des philologischen Seminars, das unter der Leitung von Christian Gottlob Heyne stand und trat einem Zirkel bei, in dem Aufsätze und Abhandlungen rezensiert und besprochen wurden; diesem Zirkel gehörte unter anderem auch der spätere Schriftsteller Leonhard Wächter an. Krankheitsbedingt musste er das Studium unterbrechen, hielt sich in dieser Zeit in Ilfeld auf und machte in dieser Zeit die Bekanntschaft mit dem Schriftsteller Leopold Friedrich Günther von Goeckingk.

### Werdegang Deutschland
Anschliessend erhielt er 1786 eine Stelle als Lehrer in Bremen, dort anfangs in einem privaten Haushalt und später in einem Erziehungsinstitut; in Bremen wirkte er auch, durch Vermittlung von Daniel Schütte, den er aus Göttingen kannte und den er in Bremen zufällig traf, in dem von Adolph Knigge geleiteten Liebhabertheater als Musikdilettant mit und spielte Cello.
1793 entschloss er sich, eine Stelle als Lehrer in Ilfeld anzunehmen; eine durch Christian Gottlob Heyne bereits zugesagte Stelle als Lehrer am Pädagogium, wurde jedoch, ohne Rücksprache mit Christian Gottlob Heyne, durch den Sohn des Konrektors Heinrich Alexander Günther Pätz (1734–1808) besetzt. Daraufhin erhielt er von Christian Gottlob Heyne das Angebot, die Stelle eines Hauslehrers beim Landvogt zu Blankenburg, von Wattenwyl, zu besetzen. Dieses Angebot nahm er umgehend an und reiste nach Bern und trat sein neues Amt an.

### Werdegang Schweiz
1799 gründete er in Bern eine höhere Lehranstalt für Knaben, die später auch von Bernhard Studer besucht wurde. Als 1805 die Privatschulen durch den Staat aufgelöst wurden, erhielt er, nach ihrer Wiederherstellung, eine Anstellung an der Berner Akademie (heute: Universität Bern) als Professor für Naturgeschichte und Geographie. 1807 eröffnete er seine höhere Lehranstalt jedoch erneut und führte diese noch fünf Jahre lang fort, seine Schüler kamen unter anderem aus den Familien von Emanuel Friedrich von Fischer, Albrecht Viktor von Tavel (1791–1854), Johann Rudolf Friedrich Ith, Gottlieb Anton Simon. 1815 gründete er eine Lehranstalt für Mädchen und führte diese bis 1824 fort. Er holte sich für seine Bildungseinrichtung auch Hilfe aus Deutschland und so kam der spätere Hochschullehrer Karl Jahn, durch seinen Ruf in die Schweiz, und erhielt seine erste Anstellung 1805 in seiner Lehranstalt.
Auch durch Bern reisende Musiker wurden in seinem Haus aufgenommen, die auch in seinem Haus musizierten, so unter anderem Carl Maria von Weber, Conradin Kreutzer, Louis Spohr und Franz Xaver Wolfgang Mozart; mit Conradin Kreutzer stand er in freundschaftlicher und mit Louis Spohr in sachlicher Korrespondenz.
Als er starb, hinterließ er bedeutende mineralogische und zoologische Privatsammlungen sowie handschriftliche Arbeiten.

### Schriftstellerisches und naturwissenschaftliches Wirken
Friedrich Meisner durchstreifte die Alpen, sammelte, beobachtete und zeichnete hierbei und gab 1801 eine erste Reisebeschreibung heraus, der in der Zeit von 1820 bis 1825 noch vier Bände folgten. Seit 1801 erhielt er die Aufsicht über die Vogelsammlung von Daniel Sprüngli und erstellte hierzu ein systematisches Verzeichnis der schweizerischen Vögel. In der Folge machte er sich um das Zustandekommen, die wissenschaftliche Ordnung und die Leitung einer öffentlichen naturhistorischen Sammlung (heute: Naturhistorisches Museum Bern) in Bern verdient. Gemeinsam mit Heinrich Rudolf Schinz verfasste er 1815 die erste Schweizer Avifauna Die Vögel der Schweiz.
August Gottfried Ferdinand Emmert (1777–1819) unterrichtete ihn im Sezieren, so dass er die vergleichende Anatomie mit der Zoologie verbinden konnte.
Er stand in Korrespondenz mit vielen Gelehrten, unter anderem mit Johann Friedrich Blumenbach, Martin Hinrich Lichtenstein, Louis Jurine, Georg Friedrich Treitschke, Ferdinand Ochsenheimer, Arnold Escher von der Linth, Samuel Thomas von Soemmerring, Coenraad Jacob Temminck, Georges Cuvier, Prinz Maximilian zu Wied-Neuwied, Joseph Koechlin-Schlumberger (1796–1863), Johann Gottfried Bremser, Blasius Merrem und Johann Friedrich Eschscholtz.
Er schrieb 1806 ein Handbuch der Zoologie, von 1807 bis 1811 ein Museum der Naturgeschichte in 6 Heften mit Abbildungen, und 1816, gemeinsam mit dem Zürcher Heinrich Rudolf Schinz, Die Vögel der Schweiz. Dazu war er auch Mitarbeiter des Bernischen Almanachs Die Alpenrosen.

## Mitgliedschaften
- Mit einigen Freunden rief er 1802, die schon 1786 begründete, Bernische Naturforschende Gesellschaft des Pfarrers Jakob Samuel Wyttenbach wieder neu ins Leben, zur Beförderung der Naturkunde überhaupt und der vaterländischen insbesondere, und zur Aufmunterung und Unterstützung junger Leute in diesem Studium,[7] und hielt dort die erste wissenschaftliche Vorlesung.
- 1804 wurde er korrespondierendes Mitglied der naturalistes in Genf und 1808 der Wetterauischen Gesellschaft für die gesamte Naturkunde.
- Seit 1813 war er ordentliches Mitglied der Societät für die gesamte Mineralogie zu Jena[8] und der herzoglich Sachsen-Gothaischen und Meiningischen Societät der Forst- und Jagdkunde zu Dreißigacker.
- 1815 wurde er Gründungsmitglied des Berner Musikvereins.
- Ebenso war er bei der Allgemeinen Schweizerischen Gesellschaft für die Gesamten Naturwissenschaften seit 1815 in Genf, tätig. Er war ihr erster Sekretär und gab in ihrem Auftrage, unterstützt von dem Genfer Botaniker Nicolas Charles Seringe, eine Zeitschrift, zuerst von 1817 bis 1823 unter dem Titel Naturwissenschaftlicher Anzeiger, und darauf von 1824 bis 1825 in 2 Bänden die Annalen der allgemeinen Schweizerischen Gesellschaft für Naturwissenschaften heraus.
- 1818 wurde er ordentliches Mitglied der Kaiserlichen naturforschenden Societät zu Moskau.
- 1822 erfolgte dann seine Mitgliedschaft als korrespondierendes Mitglied der Senkenbergischen naturforschenden Gesellschaft zu Frankfurt am Main.

## Schriften (Auswahl)
- Die Leichtsinnigen: ein Schauspiel in 4 Aufzügen; Der Graf von Burgund: ein Schauspiel in 5 Akten. Hannover 1796.
- Nachricht von einem Privat-Erziehungs-Institut für Berner Knaben von 6 bis 14 Jahren (meisner'sches Institut in Bern) und von den Grundsätzen: nach welchen die Jugend in dieser Anstalt behandelt wird. Bern 1799.
- Synchronistisch-Historisches Taschenbuch für die schweizerische Jugend: Auch als Leitfaden beym historischem Unterricht zu gebrauchen. Bern: Gottlieb Stämpfli, 1803.
- Systematisches Verzeichniss der Vögel welche die Schweiz entweder bewohnen, oder theils zu bestimmten, theils unbestimmten Zeiten besuchen, und sich auf der Gallerie der Bürger-Bibliothek in Bern ausgestopft befinden. Bern: In der Hallerschen Buchhandlung, 1804.
- Einrichtung der Meisnerischen Lehranstalt in Bern. Bern 1804.
- Lehrbuch zur Zoologie. Bern 1806.
- Lehrbuch der Naturgeschichte. 1806.
- Lehrbuch der Erdbeschreibung zum Gebrauch beym öffentlichen und Privatunterrichte. Bern: B. und L.A. Haller, 1806.
- Das Museum der Naturgeschichte Helvetiens in Bern. Bern 1807.
- Plan einer Töchterschule für Bern. Bern 1815.
- Friedrich Meisner; Heinrich Rudolf Schinz: Die Vögel der Schweiz: systematisch geordnet und beschrieben mit Bemerkungen über ihre Lebensart und Aufenthalt. Zürich: Orell Füssli, 1815.
- Naturwissenschaftlicher Anzeiger der Allgemeinen Schweizerischen Gesellschaft für die Gesammten Naturwissenschaften. Bern: Gedruckt bey Wittwe Stämpfli-Ernst, 1817.
- Museum der Naturgeschichte Helvetiens: Über einige in der Schweiz gefundene Osteolithen und Odontolithen. Bern 1820.
- Kleine Reisen in der Schweiz.
  - Band 1. Bern, J. J. Burgdorfer, 1820.
  - Band 2. Bern, J. J. Burgdorfer, 1822.
- Annalen der allgemeinen schweizerischen Gesellschaft für die gesammten Naturwissenschaften. Bern: C. A. Jenni, 1824.
- Alpenrosen. Bern 1825.